# Brezons
 Brezons  es una población y comuna francesa, situada en la región de Auvernia, departamento de Cantal, en el distrito de Saint-Flour y cantón de Pierrefort.

## Educación
Se habló de su escuela en dos programas de "Zone Interdite". Salvada por primera vez del cierre con el que fue amenazada debido al escaso número de niños, no pudo escapar en junio de 2009.

## Economía
La economía de la communa sigue siendo principalmente agrícola y ya no incluye a los muchos trabajadores que empleó en el pasado.
Por otro lado, alberga un hogar infantil de carácter social, "La Petite Maison", que cuenta con trece empleados, y está gestionado por la asociación "Terre de demain".
En 1902, todavía había muchos negocios y artesanos: cuatro posaderos, cuatro cafés, un carbonero, un carpintero, un carretero, un peluquero, un zapatero, tres costureras y modistas, un pañero, un rouennier, un mercero, dos tenderos, un herrero, tres molineros, dos zuecos, un sastre, un tabaco, un panadero.
Para venir a vivir a Brezons hoy, tienes que ir a trabajar fuera : Saint-Flour a 30 min; Aurillac a los 50 min, cuando no hay nieve, cerrando el Col de la Griffoul en dirección de Murat (Cantal)
El municipio se ha comprometido a desarrollar poco a poco los recursos naturales del valle en materia de turismo sostenible, respetuoso con la naturaleza : desarrollo de cinco rutas de senderismo (verano e invierno), acceso a cascadas,ciclismo y otros sitios destacables.

## Cultura local y patrimonio

### Lugares y monumentes
- Castillo de Brezons, restos.
- Castillo de la Boyle, construido por la familia de Brezons. Hoy, sólo se conserva el torreón que data del siglo XV. El edificio fue catalogado como monumento histórico en 1958.
- La roca de La Boyle,
- Iglesia Saint-Hilaire de Brezons. Un edificio romano que data del siglo XII ou XIII, inscrito al catálogo de los monumentos históricos en 1927.
- Iglesia Sainte-Anne du Bourguet
- Capilla Sainte-Madeleine-de-Méjanesserre
- Capilla del castillo de La Boyle
- Cascada del Saut de la Truite, 28 metros de caída (localisacion : ruisseau de Livernade, a unos 1245 m de altituda)
- Cascada de Livernade, 10 metros de caída en 2 niveles (ubicación : corriente de Livernade, a unos 1300 m de altitud)
- Cascada de l'Arbre de la Biche (ubicación : corriente de Livernade, a unos 1310 m de altitud)
- Cascada de Traou de Lougue (ubicación : affluente del corriente de Livernade, a unos 1300 m de altitud)
- Cascada de Grandval (ubicación : corriente de Livernade, a unos à 1430 m de altitud)
- Cascade de Costejaride (localisation : corriente de Livernade, a unos 1440 m de altitud)
- Cascada de la Cède (ubicación : corriente de la Cède, un affluente del corriente de Livernade, a unos 1450 m de altitud)
- Cascada des Baraques (ubicación : corriente d'Encloux a unos 1240 m de altitud)
- Cascada d'Encloux, 12 metros de caída (ubicación : corriente d'Encloux a unos 1150 m de altitud)
- Cascade de la Praissinette, 8 m de chute (ubicación : corriente de Brezons a unos 1140 m de altitud)
- Cascades des Plaines basses (localisation : corriente del bosque des Plaines basses a unos 1350 m y 1120 m de altitud)
- Cascade de Peyregrosse (ubicación : corriente de Peyregrosse a unos 1200 m de altitud)
- Cascade du Cros Haut (ubicación : corriente de Cros a unos 1250 m de altitud)
- Cascade du Pas du Chat (ubicación : corriente de Sagnarade a unos 1030 m de altitud)
- Cascade de Sagnarade (ubicación : corriente de Sagnarade a unos 950m de altitud)
- Cascade de Montréal (ubicación : corriente de Montreal a unos de 1020 m de altitud)
- Cascada de La Borie (ubicación : corriente Del Bao a unos 850 m de altitud)
- Oratorios
- Burones

### Personalidades relatadas con la communa
- Dynastie LE PRESTRE, originario de Brezons : Pierre LE PRESTRE émancipo sus 2 hijos el 5 de diciembre de 1388 - Etienne LE PRESTRE, escudero, esta notificado en 2 actos del 8 de julio de 1441 y del 26 de enero de 1459 - Jean II LE PRESTRE.es el Señor de Bazoches (1491) - Thieubaud LE PRESTRE escudero, esta notificado en 23 actes de los 14 de mayo, 11 de junio de 1519 y 11 de agosto de 1530 -     Emery LE PRESTRE, escudero, compra la tierra de VAUBAN en Nivernais (unos 1555) - Jacques LE PRESTRE, escudero,  Señor  de  CHAMPIGNEULES y de VAUBAN,  es el mayordormo del amiral de COLIGNY (cazado en 1571) - Urbain LE PRESTRE, escudero,  (nacido en 1602,  fallecido en 1652) , es el padre de Sébastien LE PRESTRE DE VAUBAN, más conocido sobre el nombre de 'VAUBAN' ,  Maréchal de France nacido en St Léger de Fourcheret en 1633, y fallecido en París el 30 de marzo de 1707 ; Inhumado en la iglesia de Bazoches ; Su corazón está ubicado dentro del hazme de los Invalides en París.
- Jean Ajalbert nació en región parisiana, de padres nacidos en Brezons. El vino por primera vez en 1870.

## Demografía
La evolución del número de habitantes se conoce a través de los censos de población que se realizan en la localidad desde 1793. 

En 2017, la ciudad tenía 183 habitantes, un 7,11% menos que en 2012 (Cantal: -1,54%, Francia excluyendo Mayotte: + 2,36%).
| 557 | 451 | 350 | 310 | 252 | 208 |
| Para los censos de 1962 a 1999 la población legal corresponde a la población sin duplicidades (Fuente: INSEE [Consultar]) |     |     |     |     |     |